# Guilty Pleasures (Quiet Riot)
Guilty Pleasures è il decimo album in studio della heavy metal band statunitense Quiet Riot pubblicato il 29 maggio 2001 per l'Etichetta discografica Bodyguard Records.

## Il disco
Con la storica lineup già riassemblata in occasione del precedente Alive and Well  (1999), i Quiet Riot sfornano un altro ottimo lavoro che conferma la loro piena attività.
Con nostalgia la band ripercorre le sonorità dell'heavy/hairy metal anni ottanta, con questo Guilty Pleasures del 2001, percorso già intrapreso dal precedente che aveva confermato l'intenzione dei quattro californiani. La band non avrebbe potuto scegliere momento migliore per tornare in gran forma, come del resto stava accadendo nello stesso periodo a molte altre band (come Ratt, L.A. Guns, Poison, Cinderella, Warrant e molti altri), dando inizio ad un "revival" dell'hair metal.
L'album in questione si rivela forse un gradino sopra i lavori dei loro contemporanei, per il semplice fatto che l'album riesce a divenire uno dei miglior dischi della loro carriera, nonostante sia pienamente fuori epoca, dove le tendenza musicali non promuovono certo il buon vecchio heavy metal di stampo ottantaniano. Per questo motivo, anche questo lavoro, come molti suoi precedenti, passa inosservato, se non ai "die hard fans" ed ai nostalgici degli anni ottanta.
La band cercò di spingersi nuovamente nel mainstream scrivendo il trascinante brano "Rock the House" (brano che ricorda molto le vecchie e melodiche hit cover degli Slade che lanciarono rispettivamente  "Metal Health" e "Condition Critical"), ma il gruppo fallì miseramente nel tentativo di trasmettere un eventuale videoclip su MTV, non potendo competere con i vari Britney Spears e blink-182 dell'epoca, e non venendo minimamente considerato dalle major e soprattutto dalle tendenze musicali così diverse da quelle di oltre 20 anni prima.
Il disco apre con il memorabile brano "Vicious Circle", uno dei migliori pezzi mai scritti dalla band che ricorda molto il vecchio stile, seguito da "Feel the Pain" e la già citata "Rock The House", hit che avrebbe dovuto lanciare l'album. Da menzionare sono anche "Blast From The Past", ed il brano di chiusura "Fly Too High", una ballata che sembra quasi una versione rallentata di "Metal Health". Con questo lavoro, la band confermò quindi non doversi abbassare ad adattarsi alle tendenze dettate dalle major per continuare la loro strada, come al contrario fecero diverse band della scena hair come Def Leppard, Mötley Crüe, Warrant, Poison ecc, cadute poi in una profonda crisi proprio per essersi adattati.

## Tracce
1. Vicious Circle (Banali, Cavazo, DuBrow, Sarzo) 5:29
2. Feel The Pain (Banali, Cavazo, DuBrow, Sarzo) 5:00
3. Rock The House (Banali, Cavazo, DuBrow, Sarzo) 4:46
4. Shadow of Love (Banali, Cavazo, DuBrow, Sarzo) 4:18
5. I Can't Make You Love Me (Banali, Cavazo, DuBrow, Sarzo) 5:20
6. Feed the Machine (Banali, Cavazo, DuBrow, Sarzo) 4:04
7. Guilty Pleasures (Banali, Cavazo, DuBrow, Sarzo) 4:09
8. Blast From the Past (Banali, Cavazo, DuBrow, Sarzo) 3:38
9. Let Me Be the One (Banali, Cavazo, DuBrow, Sarzo) 5:43
10. Street Fighter (Banali, Cavazo, DuBrow, Sarzo) 3:22
11. Fly Too High (Banali, Cavazo, DuBrow, Sarzo) 7:26

## Formazione
- Kevin DuBrow: Voce
- Carlos Cavazo: Chitarra
- Rudy Sarzo: Basso
- Frankie Banali: Batteria